# استیو کامینگز
استیو کامینگز (اسپانیایی: Steve Cummings‎؛ زادهٔ ۱۹ مارس ۱۹۸۱) دوچرخه‌سوار اهل بریتانیا است.
از باشگاه‌هایی که در آن رکاب زده‌است می‌توان به تیم دایمنشن دیتا، لاندباوکردیت–کولناخو، تیم دوچرخه‌سواری یو.اس. پوستال سرویس، تیم دوچرخه‌سواری بارلوورد، تیم اسکای، و تیم بی‌ام‌سی اشاره کرد.
وی در مسابقات کشوری و بین‌المللی در مجموع برندهٔ ۲ مدال طلا، ۲ مدال نقره، ۱ مدال برنز شده‌است.